# GSC2500-1315
GSC2500-1315 — хімічно пекулярна зоря спектрального класу O, що має видиму зоряну величину в смузі V приблизно 10,1.
Вона  розташована на відстані близько 3106,3 світлових років від Сонця.